# Bruce Cohen
Bruce Cohen (Falls Church, 23 de setembro de 1961) é um produtor de cinema e televisão norte-americano, mais conhecido por produzir os filmes The Flintstones, American Beauty, Big Fish, Milk e Silver Linings Playbook, além da série de televisão Pushing Daisies.

## Vida e carreira
Cohen nasceu em Falls Church, Virgínia, estudando na Universidade de Yale. Homossexual assumido, ele começou um relacionamento com Gabriel Cetone em 2003; no ano de 2005 o casamento dos dois foi oficializado pelo prefeito da cidade de Los Angeles, Antonio Villaraigosa.
Cohen começou sua carreira no cinema em 1985, trabalhando como trainee de assistente de direção no filme The Color Purple. Pouco depois ele passou a trabalhar como segundo assistente de direção em várias produções, como *batteries not included, Cocoon: The Return e Always. Em 1991 ele foi um produtor associado no filme Hook, também atuando como primeiro assistente do diretor Steven Spielberg.
Em 1994, Cohen produziu seu primeiro filme, The Flintstones. No ano seguinte ele foi produtor executivo de To Wong Foo, Thanks for Everything! Julie Newmar, em seguida trabalhando novamente como produtor principal em MouseHunt de 1997.
Em 1999 ele se juntou a Dan Jinks para formar a Jinks/Cohen Company. O primeiro filme da companhia foi American Beauty, dirigido por Sam Mendes, que venceu cinco Oscars incluindo o de Melhor Filme para ele e Jinks. No ano seguinte, ele sozinho produziu The Flintstones in Viva Rock Vegas. O segundo filme produzido pela Jinks/Cohen foi Down with Love, em 2003. Em seguida vieram Big Fish, de Tim Burton, The Forgotten, The Nines e Milk, dirigido por Gus Van Sant; pelo último, Cohen e Jinks receberam sua segunda indicação ao Oscar.
Na televisão, também com Jinks, ele trabalhou como produtor executivo das séries Traveler, Side Order of Life e Pushing Daisies.
Em 2010, Cohen e Jinks se separaram amigavelmente para perseguirem trabalhos por conta própria. Logo depois da separação, ele fundou a Bruce Cohen Productions para realizar seus projetos. Seu primeiro trabalho sozinho veio no ano seguinte, quando ele produziu a cerimônia do Oscar 2011.
Em 2012, ele produziu o filme Silver Linings Playbook, dirigido por David O. Russell, recebendo sua terceira indicação ao Oscar de Melhor Filme.